# Eugen Meyn
Eugen Meyn (* 11. Juli 1849 in Altona; † 12. Oktober 1926) war ein deutscher Jurist. 
Nach seinem Studium der Rechtswissenschaft wurde Meyn 1878 Gerichtsassessor und 1878/79 Amtsrichter in Heide. Nachdem er fünf Jahre später zum Regierungsassessor in der landwirtschaftlichen Verwaltung aufgestiegen war, wurde er 1884 Spezialkommissar in Neumünster und 1885/86 zum Regierungsrat ernannt. 1887 war er schließlich Generalkommissar in Münster. 1892 stieg er zum Oberlandeskulturgerichtsrat auf, um nur ein Jahr später zum Oberverwaltungsgerichtsrat und 1896 zum Reichsgerichtsrat ernannt zu werden. 1910 wurde er Senatspräsident des II. Zivilsenats des Reichsgerichts. Er war elf Jahre lang Vorsitzer des III. Zivilsenats, ehe er 1923 in den Ruhestand trat. Er trat für die richterliche Rechtsfortbildung unter Berücksichtigung der Lebensbedürfnisse ein.